# Phycidae

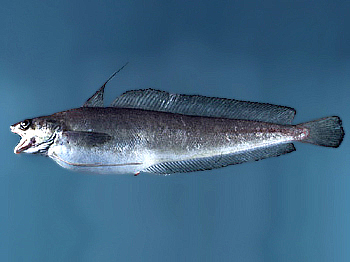
Locha roja (Urophycis chuss).

Las brótolas, lochas (o merluzas barbonas en México) son la familia Phycidae, peces marinos del orden Gadiformes distribuidos por el océano Atlántico, mar Caribe y Mediterráneo. Su nombre procede del griego phykis, la hembra del phyke, un pez que vive entre algas parecido al gobio.

## Anatomía
Tienen dos aletas dorsales y una aleta anal, nunca conectadas con la aleta caudal -lo que las diferencia de otras familias parecidas de este orden-, las aletas pélvicas con dos radios muy alargados.

## Hábitat y forma de vida
Aunque son peces marinos, los juveniles de algunas especies pasan todo el tiempo en estuarios de ríos.

## Géneros y especies
Existe controversia sobre esta familia: según ITIS se deben encuadrar en la subfamilia Phycinae dentro de la familia Gadidae, mientras que según FishBase formarían una familia Phycidae aparte, en la que estarían las siguientes 11 especies válidas, agrupadas en dos géneros:
- Género Phycis (Artedi, 1792)
  - Phycis blennoides (Brünnich, 1768) - Brótola de fango, Locha, Alfaneca, Escolar.
  - Phycis chesteri (Goode y Bean, 1878)
  - Phycis phycis (Linnaeus, 1766) - Brótola de roca, Locha de roca.
- Género Urophycis (Gill, 1863)
  - Urophycis brasiliensis (Kaup, 1858) - Brótola brasileña.
  - Urophycis chuss (Walbaum, 1792) - Locha roja.
  - Urophycis cirrata (Goode y Bean, 1896) - Locha de fondo, Brótola (en Argentina y Uruguay), Merluza barbona del Golfo (en México).
  - Urophycis earllii (Bean, 1880)
  - Urophycis floridana (Bean y Dresel, 1884) - Locha de Florida, Merluza barbona floridana (en México).
  - Urophycis mystacea (Miranda Ribeiro, 1903)
  - Urophycis regia (Walbaum, 1792) - Locha regia, Merluza barbona reina (en México).
  - Urophycis tenuis (Mitchill, 1814) - Locha blanca.